# Monte Subasio
Il monte Subasio è una montagna dell'Appennino umbro-marchigiano, alta 1 290 metri s.l.m. e situata in Umbria, nella provincia di Perugia. Sulle sue pendici occidentali sorgono le città di Assisi e Spello; a sud un suo lembo ricade nel territorio di Foligno; a est è compresa nei territori di Valtopina e di Nocera Umbra; a nord un sistema di brevi dorsali da essa dipendenti insiste sui territori di Gualdo Tadino, Gubbio (per una piccola porzione che comprende le frazioni di Carbonesca e Colpalombo) e di Valfabbrica. 

## Geografia
Di conformazione arrotondata, abbastanza esteso, altezza definita discreta con i suoi quasi 1 300 metri, pendii non troppo scoscesi, è ben visibile da buona parte della valle Umbra e, dalla cima, si gode un panorama ampio sulla stessa fino a tutto l'Appennino umbro-marchigiano a est. È ricoperto da boschi di leccio, quercia, faggio fin quasi alla parte sommitale, «nei secoli ha fornito legname per le popolazioni che vi si rifugiavano per scampare a malaria e invasioni (ed ecco perché la sua cima è completamente calva)».

### Clima

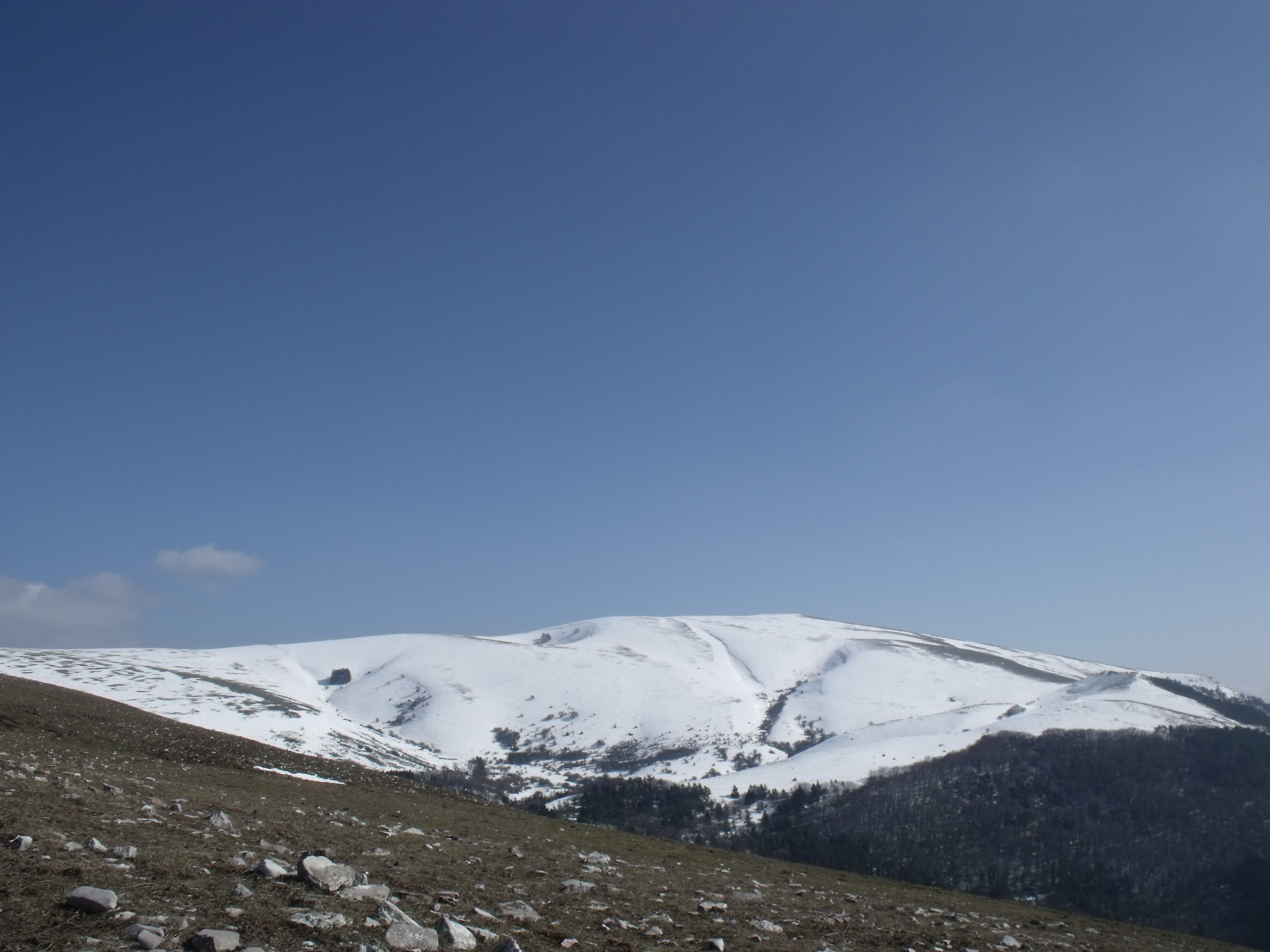
La vetta innevata del Subasio durante i mesi invernali

Il clima è caratterizzato da estati fresche e inverni spesso rigidi e nevosi. Peculiarità del massiccio del Subasio è la ventilazione quasi sempre presente grazie alla sua posizione distaccata e isolata dalla catena appenninica umbro-marchigiana. I venti che maggiormente nel corso dell'anno investono la montagna provengono da nord-est e da sud-ovest.
In inverno è frequente l'innevamento, con la sua comparsa che inizia a partire dalla fine di novembre sino agli inizi di marzo, con accumuli anche molto considerevoli nel versante esposto a nord-est e nelle aree soggette alle forti raffiche di Tramontana che investono la montagna, specialmente a seguito del Buran.
In tale situazione solitamente il monte Subasio risulta essere l'ultimo massiccio montuoso innevato della catena appenninica proseguendo verso ovest, poiché risulta il limite orografico tra lo stau e il föhn appenninico. In concomitanza invece dei venti meridionali, frequenti sono le piogge che accompagnano le perturbazioni atlantiche in autunno e in primavera con temperature anche miti soprattutto nelle minime. Le precipitazioni annuali si aggirano comprese tra circa i 900/1100 mm.

## Habitat
La formazione montuosa dà il nome al parco del Monte Subasio all’interno del quale sono stati individuati cinque siti di interesse comunitario, ambiti concepiti per la tutela e la conservazione degli habitat naturali e delle specie animali e vegetali: essi sono la parte alta del fiume Tescio, l'area Colli Selvalonga – Il Monte, la sommità, il fosso dell'Eremo delle Carceri e l'area Poggio Caselle – Fosso Renaro.

## Monumenti e luoghi di interesse

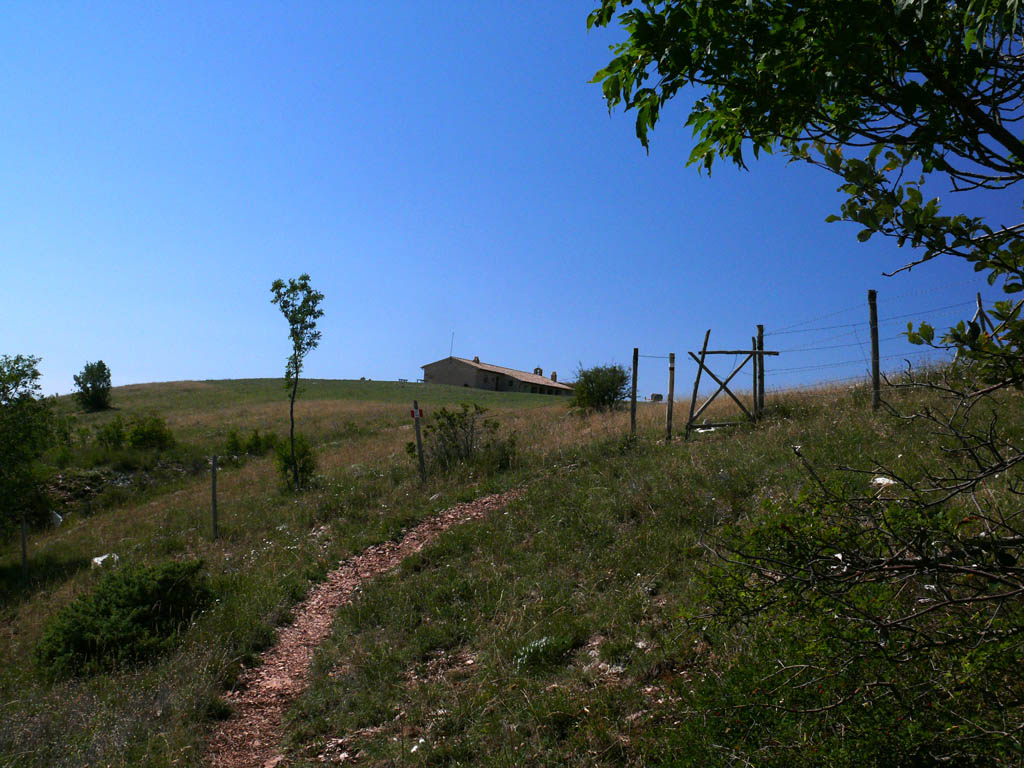
La chiesa-oratorio della Madonna della Spella, nei pressi della sommità del monte

Sul versante assisano, a 791 metri d'altitudine è sito l'eremo delle Carceri, monastero di grotte dove san Francesco era solito rifugiarsi in meditazione con i suoi compagni. Alle pendici del monte, in località Viole è sita la sede dell'emittente Radio Subasio.
Sul versante spellano, a 980 metri è sita la chiesa-oratorio della Madonna della Spella, tradizionale meta di pellegrinaggio in occasione del giorno dell'Ascensione; la struttura, inoltre, integra un rifugio CAI. Poco sotto, a 715 metri, in località Collepino è sita l'abbazia di San Silvestro, fondata come eremo da san Romualdo e risalente nella sua forma originaria all'XI secolo e che, sui suoi resti, dal 1972 ospita un nuovo eremo abitato da una comunità di suore.
Sulla via dell'arte contemporanea da segnalare il «Terzo Paradiso», installazione circolare di 121 alberi di ulivo realizzata da Michelangelo Pistoletto nel bosco di San Francesco, parco naturalistico del FAI.

## Sport

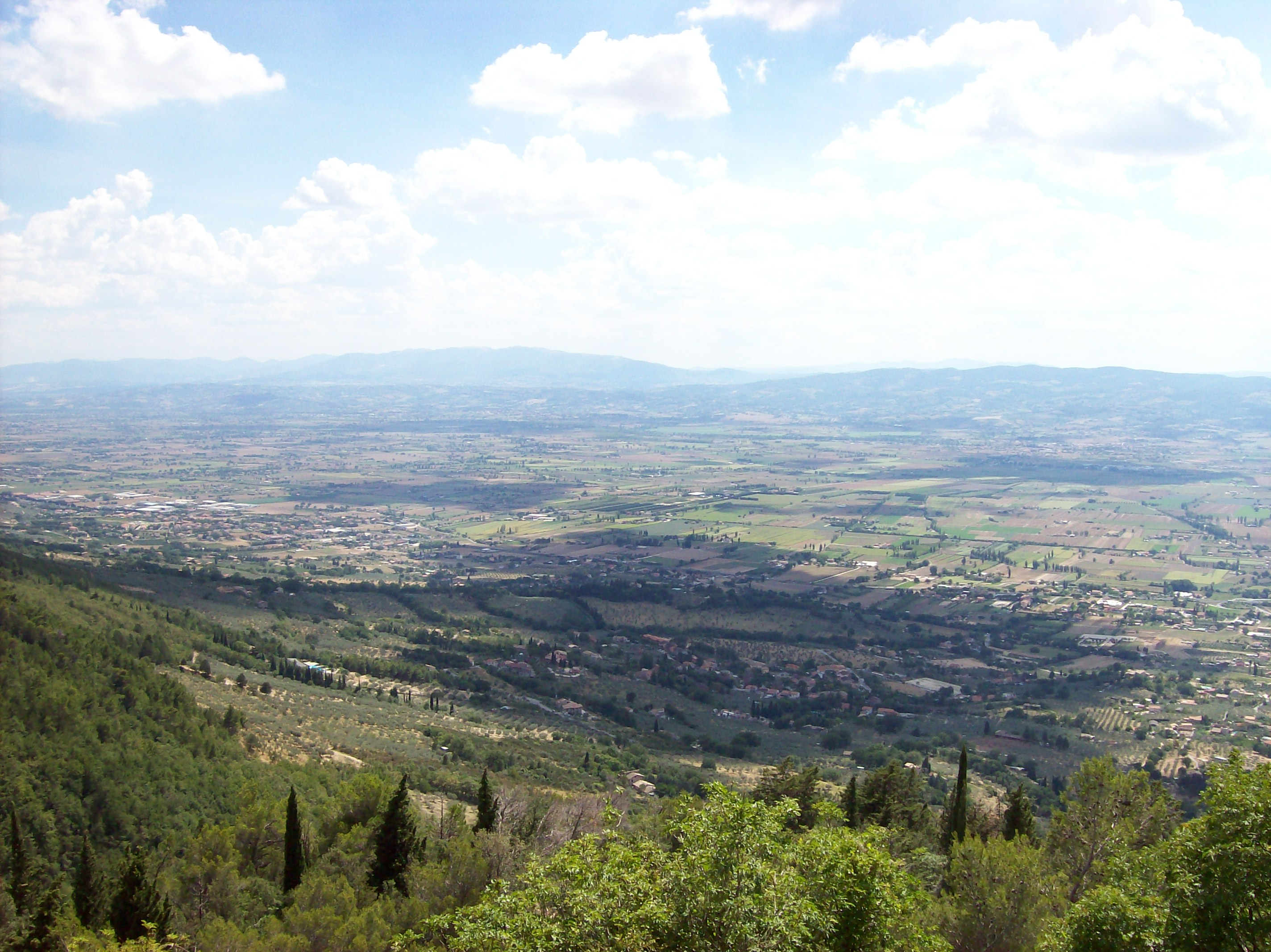
Panorama dal Subasio verso la Valle Umbra settentrionale

Dalla cima si pratica attività, anche agonistica, di parapendio (in tutte le stagioni).
Dal punto di vista ciclistico, l'ascesa alla cima del Subasio da Assisi presenta pendenze e caratteristiche importanti; partendo da Santa Maria degli Angeli sono infatti almeno 14 chilometri di strada per circa mille metri di dislivello. All'inizio vi è un breve tratto al 5% per arrivare ad Assisi; poi il tratto tra la città serafica (dopo la porta dei Cappuccini) e l'eremo delle Carceri è il più duro, con pendenze intorno al 10% e con punte che toccano il 15%. Dopo l'eremo francescano, la strada sale intervallata da lunghi tornanti e le pendenze si fanno più dolci e regolari, mantenendosi comunque importanti. Sopra i 1 000 metri d'altitudine la strada comincia a spianare (anche con un tratto di breve discesa) con un ultimo tratto pedalabile, per arrivare alla vetta a quota 1 290 metri.

## Nella cultura di massa
- È presente nella Divina Commedia da Dante Alighieri, narrando delle origini di Francesco d'Assisi, nel canto undicesimo del Paradiso; i medesimi versi vengono ripresi da Angelo Branduardi nel brano dell'album L'infinitamente piccolo che si intitola, appunto, Divina Commedia, Paradiso, Canto XI.
- Viene citato nel corso della serie televisiva Alias come luogo per le profezie del fittizio profeta rinascimentale Milo Rambaldi.[7]
- La prima parte della trilogia di Mirta-Luna composta dalla scrittrice Chiara Palazzolo, presente nel romanzo Non mi uccidere, è ambientata proprio sul monte Subasio.
- È stato location di alcune sequenze in parapendio presenti nel film Uno su due di Eugenio Cappuccio, interpretato da Fabio Volo.[8]